# Ozalj
Ozalj è una città della Croazia di 7 932 abitanti della regione di Karlovac.

## Storia
Dal 1941 al 1943, a seguito dell'invasione della Jugoslavia da parte delle truppe dell'Asse, una parte del territorio comunale, che includeva il villaggio di Radatoviči, venne annessa all'Italia nella neocostituita Provincia di Lubiana.

## Società
| %      | Ripartizione linguistica (gruppi principali) |
| ------ | -------------------------------------------- |
| 0,26%  | madrelingua bosniaca                         |
| 98,61% | madrelingua croata                           |
| 0,56%  | madrelingua slovena                          |
| 0,12%  | madrelingua serba                            |